# Arizona State Auditor
Der Arizona State Auditor gehörte zu den konstitutionellen Ämtern des Staates Arizona. Der State Auditor wurde zu Beginn der ersten Sitzung der neuen Arizona Legislature für eine Amtszeit von zwei Jahren zusammen mit den anderen Verfassungsämtern von Arizona gewählt.
Zu den Aufgaben des State Auditors gehörte es, den Jahresabschluss des Bundesstaates zu prüfen und die Abrechnung von Bundesprogrammen. Die Prüfungen erfolgten nach den Prüfungsstandards der Normen, die generell in den Vereinigten Staaten für die staatlichen Prüfungen angewendet wurden. Gemäß diesen Grundsätzen erfolgte eine Prüfung, die mit angemessener Sicherheit feststellte, ob der Jahresabschluss frei von wesentlichen Fehlern war.
Die Staatsverfassung von Arizona wurde 1968 angepasst. In diesem Zusammenhang wurde der Posten des Arizona State Auditors abgeschafft. Jewel Jordan war die letzte Amtsinhaberin.

## Liste der Arizona State Auditor
| Amtszeit  | State Auditor        | Partei       |
| --------- | -------------------- | ------------ |
| 1912–1917 | John C. Callaghan    | Republikaner |
| 1917–1921 | Jesse L. Boyce       | Demokrat     |
| 1921–1923 | Charles W. Fairfield | Republikaner |
| 1923–1925 | Richard H. Ramsey    | Demokrat     |
| 1925–1927 | Wayne Hubbs          | Demokrat     |
| 1927–1951 | Ana Frohmiller       | Demokratin   |
| 1951–1968 | Jewel Jordan         | Demokratin   |